# Meester Mus
Meester Mus (Frans: Monsieur Tric) is een Belgische stripreeks die voor het eerst is verschenen in het weekblad Kuifje in 1950 met Bob De Moor als tekenaar en scenarist. In latere uitgaven in het weekblad zijn een paar scenario's geschreven door René Goscinny. Het eerste losstaande album is echter pas verschenen in 1979 onder de titel van De avonturen van M. Mus. Dit album werd uitgegeven door De Dageraad en was een bundeling van eerder verschenen verhalen in het weekblad Tintin/Kuifje.
In 2012 werd er een uitgebreidere bundeling uitgegeven door BD Must met alle verhalen uit Tintin/Kuifje. Bij een heruitgave uit 2021 gaf BD Must ook het album Meester Mus & Balthazar uit, met gags die niet in Tintin/Kuifje verschenen.

## Albums
Alle albums zijn getekend en geschreven door Bob De Moor en uitgegeven door BD Must in 2012. 
1. Deel 1
2. Deel 2
3. Deel 3
4. Deel 4
5. Deel 5

### Buiten reeks
1. Meester Mus & Balthazar